# Иго Лорис
Иго Адријан Доминик Лорис (фр. Hugo Hadrien Dominique Lloris; Ница, 26. децембар 1986) француски је фудбалер који игра на позицији голмана и тренутно игра за Лос Анђелес. Био је капитен Француске репрезентације за коју је наступао од 2008. до 2022. године. У 2011. години је проглашен за најбољег голмана у Првој лиги Француске.
Лорис је почео своју каријеру у родном граду у Ници. Дебитовао је као тинејџер у октобру 2005. и исте сезоне играо финале Лига купа. После одигране три сезоне у Ници, Лорис се преселио у Олимпик Лион и поред интереса из неколико других клубова, посебно Милана. Лорис је освојио неколико домаћих признања у својој првој сезони са Лионом и у својој другој сезони, у којој је Лион стигао до полуфинала по први пут, заслужио награду номинације на европском нивоу за своје наступе у Лиги Шампиона.
Пред почетак сезоне 2012/13. прешао је у Тотенхем. До сада је за овај клуб наступао више од 400 пута, у свим такмичењима.

## Трофеји
Лион
- Куп Француске (1) : 2011/12.
- Суперкуп Француске (1) : 2012.[12]

Француска
- Светско првенство (1) : 2018.
- УЕФА Лига нација (1) : 2020/21.

## Статистика каријере

### Репрезентативна
Ажурирано 9. јануара 2023.
| Репрезентација | Година | Наступи | Голови |
| -------------- | ------ | ------- | ------ |
| Француска      | 2008   | 1       | 0      |
| Француска      | 2009   | 7       | 0      |
| Француска      | 2010   | 11      | 0      |
| Француска      | 2011   | 11      | 0      |
| Француска      | 2012   | 13      | 0      |
| Француска      | 2013   | 11      | 0      |
| Француска      | 2014   | 11      | 0      |
| Француска      | 2015   | 7       | 0      |
| Француска      | 2016   | 13      | 0      |
| Француска      | 2017   | 9       | 0      |
| Француска      | 2018   | 14      | 0      |
| Француска      | 2019   | 6       | 0      |
| Француска      | 2020   | 6       | 0      |
| Француска      | 2021   | 16      | 0      |
| Француска      | 2022   | 9       | 0      |
| Укупно         | Укупно | 145     | 0      |